# Tasmaniosaurus
Tasmaniosaurus is een geslacht van basale archosauriërs uit de familie Proterosuchidae. Dit reptiel leefde tijdens het Trias in wat nu Australië is.
Tasmaniosaurus was ongeveer een meter lang en had een schedel van circa twintig centimeter. De tanden waren scherp en kegelvormig. De fossiele resten van dit reptiel werden gevonden in Knocklofty-formatie nabij Hobart in Tasmanië en dateren uit het Vroeg-Trias. Het is het meest complete reptielenfossiel uit Australië. Afgaande op de lichaamsbouw was Tasmaniosaurus een semi-aquatisch roofdier met poten die minder onder het lichaam stonden dan bij andere archosauriërs. Het fossiel van Tasmaniosaurus werd gevonden in combinatie met de botten van een kleine labyrinthodontachtige amfibie, wellicht zijn laatste prooi.